# Cal·lines
Cal·lines（en llatí Callines, en grec antic Καλλίνης) fou un oficial veterà a la cavalleria del rei Alexandre el Gran, un dels Companys (τῆς ἵππου τῆς ἑταιρικής). Va tenir un paper rellevant en la reconciliació entre Alexandre i el seu exèrcit l'any 324 aC, com diu Flavi Arrià.